# كارولين دي توني
كارولين دي توني (من مواليد 1 سبتمبر 1986) سياسية ومحامية برازيلية. أمضت حياتها السياسية كممثلة لسانتا كاتارينا، وعملت في المجلس التشريعي للولاية منذ عام 2019.

## الحياة الشخصية
تخرج دي توني بدرجة في القانون من جامعة المجتمع في منطقة تشابيكو، وحصل على درجة الماجستير في القانون العام.
دي توني هي جزء من المجتمع الروحاني في البرازيل. جنبا إلى جنب مع رافائيل موتا وإدواردو جيراو ساعدت في تمرير القرار الذي يعلن «اليوم الوطني للأرواحية» كعطلة فيدرالية، في 18 أبريل تاريخ نشر «كتاب الأرواح» لآلان كارديك.

## الحياة السياسية
في عام 2016 تم انتخاب دي توني لعضوية مجلس مسقط رأسها تشابيكو بأغلبية 1589 صوتًا أو 1.47٪ من إجمالي الأصوات. عملت من 2016 إلى 2018 ممثلة للحزب التقدمي. في عام 2018 انضمت إلى الحزب الاجتماعي الليبرالي، وأصبحت نائبة زعيم فرع الحزب في سانتا كاتارينا. في الانتخابات العامة البرازيلية 2018 تم انتخابها لمجلس النواب في الجمعية التشريعية حيث كانت قد جمعت 109.363 صوت وهي المرشحة الأكثر تصويتًا في الولاية.